# Leo Leowald
Leo Leowald (* 1967 in Gummersbach) ist ein deutscher Comiczeichner.

## Leben
Nach dem Studium der Visuellen Kommunikation liefert Leowald Illustrationen für Zeitschriften und Zeitungen (u. a. taz, Spex, Titanic und Jungle World). Er ist Mitglied des Zeichnerkollektivs Herrensahne (u. a. mit Tobi Dahmen und Roman Klonek) und veröffentlichte vom 15. Mai 2004 bis zum 16. Februar 2010, als „eine Art James Kochalka aus Köln“, den wochentäglichen Comicstrip „Zwarwald“ auf seiner Website. Darauf folgte eine mehrmonatige Pause mit gelegentlichen neuen Comicstrips. Seit Ende 2010 wurden die Veröffentlichungen wieder reger, es erscheinen nun meist mehrmals wöchentlich neue „Zwarwald“-Zeichnungen.
Leowalds Arbeiten greifen Anekdoten, Beobachtungen und biographisches Material auf, können aber auch die Form von rein grafischen Bilderzählungen oder sogar metafiktionalen Verweisspielen annehmen. Leowald experimentiert auch mit Arbeiten befreundeter Comiczeichner oder Autoren (beispielsweise Ralph Ruthe oder Flix), Serien (innerhalb der Serie, so bspw. der „Tant“-Zyklus) oder multimedialen, intertextuellen Mischformen zwischen Comic und anderen Medien.
Leowalds grafische Arbeiten stehen in der Tradition der Neuen Frankfurter Schule (er nennt F. K. Waechter, Rattelschneck und Bernd Pfarr als Einflussgeber), Erzählduktus und die Bearbeitung von biographischem und beobachtetem Material erinnern an die Kolumnen Max Goldts. Leowald selbst nennt seine Arbeiten „kafkaeske Ulks“, seinen Stil „barock“.
Leo Leowald lebt und arbeitet in Köln.

## Werke
- Zwar 2. In your face. Reprodukt, Berlin 2005
- Elementartierchen. Reprodukt, Berlin 2006
- Raues Sitten. Reprodukt, Berlin 2008
- Die Reisezahnbürste. Ausnahmeverlag, Hamburg 2008
- Stopptanz Reprodukt, Berlin 2011
- Das i in Zürich: Ein Touri-Guide. Edition Moderne, Zürich 2014, ISBN 978-3-03731-126-4.

### KinderbuchreiheGustav(mitHaimo Kinzler)
- Gustav und Albo vom Aldebaran. Stromboli, Köln 2009
- Gustav und der Professor. Stromboli, Köln 2009
- ... Nur dem Gustav haben sie Zuhause wieder kein Wort geglaubt. Stromboli, Köln 2014

## Rezeption
Andreas Platthaus bescheinigte Leowalds Kinderbuch Gustav und Albo vom Aldebaran (2009), es könne eine „ganz große Serie“ werden, der Erzählton sei „knapp und lapidar“, die grafische Umsetzung „klar und liebenswert“.